# Pseudolithos horwoodii
Pseudolithos horwoodii es una especie de plantas fanerógamas de la familia Apocynaceae. Es originaria de Somalia.

## Descripción
Tiene los talos cuadrados en secciones con los lados redondeados, alcanza un tamaño de 80 mm de altura y 45–60 mm ancho, con una larga y prominente inflorescencia con pocas flores. Corolla de 7–8 mm de ancho, carnosa y campanulada, casi un tubo de color amarillo con rasgos púrpura.

## Taxonomía
Pseudolithos horwoodii fue descrita por P.R.O.Bally & Lavranos y publicado en Cactus and Succulent Journal 46(5): 220. 1974.